# 羅亞爾派恩斯 (北卡羅萊納州)
羅亞爾派恩斯（英語：Royal Pines）是位於美國北卡羅萊納州班康縣的普查規定居民點。

## 人口
根據2020年美國人口普查的數據，羅亞爾派恩斯的面積為7.04平方千米，當中陸地面積為7.03平方千米，而水域面積為0.01平方千米。當地共有人口4127人，而人口密度為每平方千米586.22人。